# Ballerina Girl
Singles de Lionel Richie
Love Will Conquer All
(1986) Se La
(1987)
Clip vidéo
[vidéo] « Ballerina Girl », sur YouTube
Ballerina Girl est une chanson du chanteur américain Lionel Richie, parue sur son album Can't Slow Down. Elle est sortie en novembre 1986 aux États-Unis et le 19 décembre 1986 en Europe en tant que quatrième single de l'album. La chanson est écrite par Lionel Richie pour sa fille Nicole,,. En Amérique du Nord, Ballerina Girl est sortie en tant que double face A avec la chanson Deep River Woman (en). 

## Accueil commercial
Aux États-Unis, Ballerina Girl atteint la première place du classement Adult Contemporary, la 5e place du classement Hot Black Singles et la 7e place du Billboard Hot 100. En France, c'est le quatrième single à se classer dans le Top 50, atteignant la 18e place le 23 mai 1987.

## Liste de titres
| A.  | Ballerina Girl   | 3:35 |
| AA. | Deep River Woman | 4:36 |

| A1. | Ballerina Girl                        | 3:25 |
| A2. | Deep River Woman                      | 4:35 |
| B.  | Dancing on the Ceiling (Instrumental) | 4:07 |

## Crédits
- Lionel Richie – chant, chœurs, arrangements vocaux, paroles, musique, producteur
- Michael Boddicker – claviers
- Michael Lang – claviers
- Neil Larsen – claviers
- Tim May – guitares
- Nathan East – guitare basse
- Paul Leim – batterie
- James Anthony Carmichael – arrangements rythmiques, arrangements des cordes, producteur
- Calvin Harris – ingénieur du son, mixage

Crédits provenant des notes de pochette de l'album.

## Classements et certifications
| Classement (1986–87)                   | Meilleure position |
| -------------------------------------- | ------------------ |
| Allemagne de l'Ouest (Media Control)   | 66                 |
| Australie (Kent Music Report)          | 43                 |
| Belgique (Flandre Ultratop 50 Singles) | 22                 |
| Canada (Top Singles)                   | 10                 |
| Canada (Adult Contemporary Tracks)     | 1                  |
| États-Unis (Hot 100)                   | 7                  |
| États-Unis (Adult Contemporary)        | 1                  |
| États-Unis (Hot Black Singles)         | 5                  |
| Europe (European Top 100)              | 9                  |
| France (SNEP)                          | 18                 |
| Irlande (IRMA)                         | 2                  |
| Pays-Bas (Nederlandse Top 40)          | 35                 |
| Pays-Bas (Nationale Hitparade)         | 39                 |
| Royaume-Uni (UK Singles Chart)         | 17                 |

| Classement (1987)         | Position |
| ------------------------- | -------- |
| Canada (Top Singles)      | 79       |
| États-Unis (Hot 100)      | 95       |
| Europe (European Hot 100) | 90       |